# Trichotanypus hanseni
Trichotanypus hanseni is een muggensoort uit de familie van de dansmuggen (Chironomidae). De wetenschappelijke naam van de soort is voor het eerst geldig gepubliceerd in 1970 door Wirth and Sublette.